# 改利根型重巡洋艦
改利根型重巡洋艦（かいとねがたじゅうじゅんようかん）は、大日本帝国海軍が計画した重巡洋艦。

## 概要
本型は利根型重巡洋艦の発展形であり、1939年（昭和14年）度から開始された④計画（第四次海軍軍備充実計画）において、巡乙（のちの阿賀野型軽巡洋艦）および巡丙（のちの大淀型軽巡洋艦）と並ぶ「巡甲」として2隻の建造が計画された。だが、大蔵省との間での建造艦削減の第一段階で予算が削られてしまったため、基本設計のみで計画は中止された。

## 要目
- 基準排水量：13,000t
- 兵装：20cm連装砲4基